# Joachim Schindler
Joachim Schindler (* 31. März 1954 in Glauchau) ist ein deutscher Politiker (SPD) und ehemaliges Mitglied des Sächsischen Landtages.

## Leben
Nach der Grundschule besuchte Joachim Schindler die erweiterte Betriebsberufsschule, wo er seinen Facharbeiterabschluss und das Abitur absolvierte. Es folgte ein Studium an der TU Chemnitz mit der Fachrichtung Angewandte Mechanik mit dem Diplom im Jahr 1980. Anschließend war er von 1980 bis 1985 als Wissenschaftlicher Mitarbeiter an der TU Chemnitz tätig. Im Jahr 1985 erfolgte die Promotion. Ab 1985 war er als Wissenschaftlicher Mitarbeiter an der TH Zwickau beschäftigt.
Schindler ist verheiratet und hat zwei Kinder.

## Politik
Joachim Schindler ist seit Februar 1990 Mitglied der SPD. Seit Mai 1990 war er Abgeordneter der Stadtverordnetenversammlung Glauchau und Abgeordneter im Kreistag Glauchau. Außerdem war er Beigeordneter des Landrats.
Im Oktober 1990 wurde Schindler über die Landesliste der SPD Sachsen in den Sächsischen Landtag gewählt, dem er für eine Wahlperiode bis 1994 angehörte. Dort war er Mitglied im Ausschuss für Bau und Verkehr sowie im Untersuchungsausschuss Arbeitsfähigkeit des Sächsischen Landtages.

## Belege
- Klaus-Jürgen Holzapfel (Hrsg.): Sächsischer Landtag: 1. Wahlperiode, 1990–1994; Volkshandbuch. NDV Neue Darmstädter Verlagsanstalt, Rheinbreitbach 1991, ISBN 3-87576-265-7. S. 59 (Ausschüsse: S. 88 u. 95). (Stand Mai 1991)

| Personendaten    | Personendaten                  |
| ---------------- | ------------------------------ |
| NAME             | Schindler, Joachim             |
| KURZBESCHREIBUNG | deutscher Politiker (SPD), MdL |
| GEBURTSDATUM     | 31. März 1954                  |
| GEBURTSORT       | Glauchau                       |